# A Harper-sziget
A Harper-sziget (eredeti cím: Harper's Island) 2009-ben forgatott amerikai thriller sorozat, amely nagyon hasonlít Agatha Christie Tíz kicsi néger című könyvére, azaz egy rejtélyes gyilkos sorra végzi ki a közvetlen közelében élőket. A sorozat is erre épül, csak már a XXI. század technológiáival. Magyarországon a TV2 mutatta be 2009. szeptember 23-án.

## Cselekmény
Henry és Trish már gyermekkoruk óta ismerik egymást. Sokáig, mint játszópajtások éldegéltek, azonban a középiskola idején összemelegedtek, és egy párt alkottak. A viszonyt Trish apja nem nézte jó szemmel, főleg azért, mert Henry szegény családból származik, míg Trish gazdag. Henry nyaranta Trish apjának hajóin dolgozott. A középiskola idején minden jól alakult, ám a főiskola nem bírta ki a távolságot, szakítottak. Trish megismerkedett Hunterrel, ám ez sem volt hosszú életű románc. A szakításuk oka az volt, hogy Henry ismét visszalopta magát Trish szívébe. Annyira jól sikerült minden, hogy életük kezdetének helyszínére tértek vissza összeházasodni, közel 100 fős násznéppel.
Abby Mills szintén helyi lakos, a seriff lánya is boldog gyermekkort tudhat maga mögött. A középiskolában jött össze Jimmyvel, aki csak a sátoros barátja volt, hiszen együtt mentek el sátorozni. 
A középiskola alatt tűnt fel a szigeten John Wakefield, aki 6 embert gyilkolt meg, köztük Abby édesanyját is. (Mint később kiderült, Abby az egyik gyilkosságot látta is.) Apjával együtt fedezték fel azt a fát, ahová a meggyilkolt személyek ki voltak függesztve. John Wakefieldet a seriff megölte, a lányát Abbyt pedig a nagynénjéhez küldte el. Jimmyvel való kapcsolata szertefoszlott. 
Hét év elteltével, mikor Henry és Trish kiküldte az esküvői meghívókat, Abby is értesült arról, hogy a lagzi az egykori tragédia helyszínének közelében lesz megtartva. A hajóra, melyen a gyülekező volt, ő is megjelent, tudva, emlékei hamar a felszínre kerülnek. Amint a szigetre értek, a gyilkosságok újra megjelentek. De ki áll a háttérben? A 13 héten kiderül...

## Szereplők
A 13 részes sorozatban 25 szereplőt emelnek ki a násznépből, azonban belőlük is csak kevesen lesznek főszereplők.
Christopher Gorham (Henry Dunn – a vőlegény) (magyar hangja Tímár Andor)
Elaine Cassidy (Abby Mills – a seriff lánya) (magyar hangja Gubás Gabi)
C. J. Thomason (Jimmy Mance – Abby barátja) (magyar hangja Előd Botond)
Cassandra Sawtell (Madison Allen – Trish unokahúga) (magyar hangja ?)
Gina Holden (Shea Allen – Trish nővére) (magyar hangja Kisfalvi Krisztina)
Matt Barr (Sully – Christopher Sullivan – Henry barátja) (magyar hangja Fekete Zoltán)
Katie Cassidy (Trish Wellington – a menyasszony) (magyar hangja Nagy-Németh Borbála)
Brandon Jay McLaren (Danny Brooks – Henry barátja) (magyar hangja Renácz Zoltán)
Cameron Richardon (Chloe Carter – a menyasszony barátnője) (magyar hangja Hámori Eszter)
Adam Campbell (Cal Vendeuson – Chloe vőlegénye) (magyar hangja Szabó Máté)
Ben Cotton (Shane Pierce – helyi lakos, Jimmy barátja) (magyar hangja Dózsa Zoltán)
Jim Beaver (Charlie Mills – a seriff) (magyar hangja Koroknay Géza)
Beverly Elliott (Maggie Krell – a szállodás néni) (magyar hangja Szilvássy Annamária)
Claudette Mink (Katherine Wellington – Trish mostohaanyja) (magyar hangja Orosz Helga)
Amber Borycki (Beth Barrington – Trish barátnője) (magyar hangja Molnár Ilona)
Dean Chekvala (J.D. Dunn – Henry öccse) (magyar hangja Tokaji Csaba)
Christopher Gauthier (Malcolm Ross – Henry barátja) (magyar hangja Bodrogi Attila)
David Lewis (Richard Allen – Shea férje) (magyar hangja Posta Victor)
Richard Burgi (Thomas Wellington – Trish apja) (magyar hangja Jakab Csaba)
Sean Rogerson (Joel Booth – Henry barátja) (magyar hangja Joó Gábor)
Victor Webster (Hunter Jennings – Trish egykori barátja) (magyar hangja ?)
Anna Mae Routledge (Kelly Seaver) (magyar hangja Bogdányi Titanilla)
Sarah Smyth (Lucy Daramour) (magyar hangja Dögei Éva)
Harry Hamlin (Marty bácsi – Henry nagybátyja) (magyar hangja Vass Gábor)
- Henry Dunn szerepére Adam Campbell is jelölt volt, de ő végül Cal Vandeusen szerepét kapta meg.
- Abby Mills szerepére Cameron Richardson is jelölt volt, de ő végül Chloe Carter szerepét kapta meg.[2]

## Epizódok
| Sor. | Év. | Cím                                           | Rendező             | Író                           | Premier                                | Nézettség    |
| --- | --- | --------------------------------------------- | ------------------- | ----------------------------- | -------------------------------------- | ------------ |
| 1. | 1.  | Whap! (Whap!)                                 | Jon Turteltaub      | Ari Schlossberg               | 2009. április 9. 2009. szeptember 23.  | 10,21 millió |
| Trish és Henry egy hajóra gyűjtik a násznép tagjait, hogy együtt nekivághassanak a nagy útnak, az esküvőjük felé. Megérkezik Abby is, aki bár eleinte kételkedik benne, mégis úgy dönt nekivág a pár napos kirándulásnak. A hajó elindul, és bár keresik Ben kuzint, nem várnak rá. A szerencsétlen rokon pont ekkor leli halálát. A szigeten este fogadást rendeznek, ahol megjelenik Trish egykori barátja is, Hunter, aki kész felborítani az esküvői készületeket is. Marty bácsi rájön Wellington titkára. |     |                                               |                     |                               |                                        |              |
| 2. | 2.  | Ropogás (Crackle)                             | Sanford Bookstaver  | Jeffrey Bell                  | 2009. április 16. 2009. szeptember 30. | 7,82 millió  |
| Trish találkozik Hunterrel, és megmondja, mindennek vége, hiába próbálkozik. Henry a násznép fontosabb tagjainak programot szervez, és csoportokban látogatják végig a sziget főbb látnivalóit. J.D. próbálja kiheverni a Shane-nel való konfliktusát. Elmegy Kellyhez, ám a lány nem éli meg a reggelt, felakasztják. Cal és Sully egymást ugratja. |     |                                               |                     |                               |                                        |              |
| 3. | 3.  | Ka-Blam (Ka-Blam)                             | Steve Boyum         | Jill E. Blotevogel            | 2009. április 23. 2009. október 7.     | 7,02 millió  |
| A seriff nyomoz Kelly halálának ügyében, a boncszakember szerint ugyanis a lány nem lett öngyilkos. Abby elhallgatja, látta a helyszínen J.D.-t. Shane bosszút esküszik, és elrabolja J.D.-t, ám a seriff elkapja és börtönbe zárja. Henry értesül róla, hogy Hunter a szigeten van, ezért próba elé állítja Trisht. Hunter megzsarolja Wellingtont, kitálal, ha nem fizet. Bár a pénzt megkapja, de már nem tudja elkölteni...                                                                                 |     |                                               |                     |                               |                                        |              |
| 4. | 4.  | Bumm (Bang)                                   | Guy Bee             | Lindsay Sturman               | 2009. május 2. 2009. október 14.       | 4,61 millió  |
| Henry és barátai a fiúbúcsúra készülnek, ezért a vőlegényt elviszik pecázni. Útjuk során rábukkannak Hunter tetemére, és egy táskányi pénzre. Mivel Malcolm vállalkozása befuccsolt, ezért neki kapóra jön a talált összeg, így elviszik. Ezek után megegyeznek, Booth ássa el a pénzt, a lagzi után majd döntenek a sorsáról. A lányok jósnőt hívnak a lánybúcsúztatóra, ahol Abby szörnyű jóslatot kap. Trish rájön mostohaanyja megcsalja Richarddal az apját.                                               |     |                                               |                     |                               |                                        |              |
| 5. | 5.  | Ütés (Thwack)                                 | Steve Gomer         | Tyler Bensinger               | 2009. május 9. 2009. október 21.       | 4,60 millió  |
| Miután Trish majdnem megfulladt, Henry elküldi az apjával együtt az erdőbe. Egy baleset során megsérülnek, gyalog folytatják útjukat, ahol egy ismeretlen férfi rájuk ereszti a kutyáját. Csak a szerencsének köszönhető, hogy épségben térnek vissza. Henry az eltűnt papot keresi, de csak egy döglött állatot talál a templomban. A jelek J.D.-re utalnak. A seriff tovább nyomoz, és a tóban megtalálja az eltűnt pap maradványait. Az esküvői próbán újabb gyilkosság történik.                            |     |                                               |                     |                               |                                        |              |
| 6. | 6.  | Sploosh (Sploosh)                             | James Whitmore, Jr. | Robert Levine                 | 2009. május 26. 2009. október 28.      | 3,85 millió  |
| Wellington halála lesújtja a társaságot. A seriff már két gyilkosság ügyében keres magyarázatot. A legvalószínűbb gyanúsított Richard, akit Trish mindenki előtt leleplez Katherine-nel együtt. Eközben J.D. is a célpontok közé kerül, mikor felajánlja kiássa John Wakefield, a sorozatgyilkos sírhelyét. Ezért bezárják. Csak új barátja, a kis Madison segít rajta. J.D. és Abby felfedezik Marty bácsi holttestét.                                                                                         |     |                                               |                     |                               |                                        |              |
| 7. | 7.  | Thrack, Splat, Sizzle (Thrack, Splat, Sizzle) | Scott Peters        | Jeffrey Bell                  | 2009. május 30. 2009. november 4.      | 3,82 millió  |
| Richard eltűnt, senki sem tudja hová. J.D.-t a seriff kutyákkal keresteti, miután Marty bácsi telefonját megtalálják nála. Henry is az ügy végére próbál járni. Végül elkapják, és börtönbe csukják. Cal felfedezi eltűnt gyűrűjét, ám azt csak Chloe tudja visszaszerezni. Trish nem akar esküvőt, ám Abby a sarkára állítja. |     |                                               |                     |                               |                                        |              |
| 8. | 8.  | Bugyborék (Gurgle)                            | Rick Bota           | Tyler Bensinger               | 2009. június 6. 2009. november 11.     | 3,56 millió  |
| A seriff J.D. búvóhelyét keresi, ám megsérül. Egykori munkatársa házában ébred fel, ahol szembesül John Wakefield naplójával. A gyilkos ide is eljön, és csak kicsin múlik, hogy Abby megmenti apját. J.D. megszökik a börtönből, ahol magára hagyja Shane-t. Madison eltűnésével zsarolják az embereket, hogy maradjanak a szigeten. |     |                                               |                     |                               |                                        |              |
| 9. | 9.  | Beszivárgás (Seep)                            | Craig R. Baxley     | Nichelle Tramble Spellman     | 2009. június 13. 2009. november 18.    | 3,20 millió  |
| J.D. holttestét, a sérült seriffet a hullaházba viszik. Cal ellátja a sebesültet. Abby rábukkan a naplóra, és kideríti, hogy ő Wakefield lánya. Shane visszatér, és gondot okoz a szállodában. Beth eltűnik, és keresése közben rájönnek, alagút húzodik a szálló alatt. Abby egy csatornarészlegben marad, és kutatása során megtalálja Madisont. Katherine holttestére Shane bukkan rá. |     |                                               |                     |                               |                                        |              |
| 10. | 10. | Pattints (Snap)                               | Steve Boyum         | Christine Roum                | 2009. június 20. 2009. november 25.    | 3,79 millió  |
| 11. | 11. | Loccsanás (Splash)                            | Rick Bota           | Dan Shotz                     | 2009. június 27. 2009. december 2.     | 3,53 millió  |
| 12. | 12. | Zihálás (Gasp)                                | Seith Mann          | Christine Roum, Robert Levine | 2009. július 11. 2009. december 9.     | 3,63 millió  |
| 13. | 13. | Sóhaj (Sigh)                                  | Sanford Bookstaver  | Jeffrey Bell                  | 2009. július 11. 2009. december 16.    | 4,05 millió  |

## Halálozási táblázat
| Abby           |   |   |   |   |   |   |   |   |   |   |   |   |   |  |  |  |  |  |  |  |  |  |  |  |  |
| Jimmy          |   |   |   |   |   |   |   |   |   |   |   |   |   |  |  |  |  |  |  |  |  |  |  |  |  |
| Shea           |   |   |   |   |   |   |   |   |   |   |   |   |   |  |  |  |  |  |  |  |  |  |  |  |  |
| Madison        |   |   |   |   |   |   |   |   |   |   |   |   |   |  |  |  |  |  |  |  |  |  |  |  |  |
| Henry          |   |   |   |   |   |   |   |   |   |   |   | † | X |  |  |  |  |  |  |  |  |  |  |  |  |
| Wakefield      |   |   |   |   |   |   |   |   |   | † |   |   | X |  |  |  |  |  |  |  |  |  |  |  |  |
| Sully          |   |   |   |   |   |   |   |   |   |   |   |   | X |  |  |  |  |  |  |  |  |  |  |  |  |
| Trish          |   |   |   |   |   |   |   |   |   |   |   | X |   |  |  |  |  |  |  |  |  |  |  |  |  |
| Danny          |   |   |   |   |   |   |   |   |   |   |   | X |   |  |  |  |  |  |  |  |  |  |  |  |  |
| Chloe          |   |   |   |   |   |   |   |   |   |   | X |   |   |  |  |  |  |  |  |  |  |  |  |  |  |
| Cal            |   |   |   |   |   |   |   |   |   |   | X |   |   |  |  |  |  |  |  |  |  |  |  |  |  |
| Lillis rendőr  |   |   |   |   |   |   |   |   |   |   | X |   |   |  |  |  |  |  |  |  |  |  |  |  |  |
| Shane          |   |   |   |   |   |   |   |   |   |   | X |   |   |  |  |  |  |  |  |  |  |  |  |  |  |
| Nikki          |   |   |   |   |   |   |   |   |   |   | X |   |   |  |  |  |  |  |  |  |  |  |  |  |  |
| Mills Sheriff  |   |   |   |   |   |   |   |   |   | X |   |   |   |  |  |  |  |  |  |  |  |  |  |  |  |
| Maggie         |   |   |   |   |   |   |   |   |   | X |   |   |   |  |  |  |  |  |  |  |  |  |  |  |  |
| Coulter rendőr |   |   |   |   |   |   |   |   |   | X |   |   |   |  |  |  |  |  |  |  |  |  |  |  |  |
| Riggens rendőr |   |   |   |   |   |   |   |   |   | X |   |   |   |  |  |  |  |  |  |  |  |  |  |  |  |
| Katherine      |   |   |   |   |   |   |   |   | X |   |   |   |   |  |  |  |  |  |  |  |  |  |  |  |  |
| Beth           |   |   |   |   |   |   |   |   | X |   |   |   |   |  |  |  |  |  |  |  |  |  |  |  |  |
| J.D.           |   |   |   |   |   |   |   | X |   |   |   |   |   |  |  |  |  |  |  |  |  |  |  |  |  |
| Cole Harkin    |   |   |   |   |   |   |   | X |   |   |   |   |   |  |  |  |  |  |  |  |  |  |  |  |  |
| Garrett rendőr |   |   |   |   |   |   |   | X |   |   |   |   |   |  |  |  |  |  |  |  |  |  |  |  |  |
| Malcolm        |   |   |   |   |   |   | X |   |   |   |   |   |   |  |  |  |  |  |  |  |  |  |  |  |  |
| Richard        |   |   |   |   |   | X |   |   |   |   |   |   |   |  |  |  |  |  |  |  |  |  |  |  |  |
| Thomas         |   |   |   |   | X |   |   |   |   |   |   |   |   |  |  |  |  |  |  |  |  |  |  |  |  |
| Booth          |   |   |   | X |   |   |   |   |   |   |   |   |   |  |  |  |  |  |  |  |  |  |  |  |  |
| Hunter         |   |   | X |   |   |   |   |   |   |   |   |   |   |  |  |  |  |  |  |  |  |  |  |  |  |
| Lucy           |   | X |   |   |   |   |   |   |   |   |   |   |   |  |  |  |  |  |  |  |  |  |  |  |  |
| Kelly          |   | X |   |   |   |   |   |   |   |   |   |   |   |  |  |  |  |  |  |  |  |  |  |  |  |
| Fain atya      |   | X |   |   |   |   |   |   |   |   |   |   |   |  |  |  |  |  |  |  |  |  |  |  |  |
| Marty bácsi    | X |   |   |   |   |   |   |   |   |   |   |   |   |  |  |  |  |  |  |  |  |  |  |  |  |
| Ben unokaöcs   | X |   |   |   |   |   |   |   |   |   |   |   |   |  |  |  |  |  |  |  |  |  |  |  |  |

A  félkövérrel kiemelt szereplők a lehetséges gyanúsítottak és egyben a film 25 főszereplője. A nem kiemelt szereplők csak hétköznapi áldozatok.
     Ez a szereplő életben marad ebben a részben.
 X  Ez a szereplő meghal ebben a részben.
 †  Ez a szereplő gyilkosként jelenik meg ebben a részben.